# Kerkebet (district)
Kerkebet est un district de la région d’Anseba de l'Érythrée. La principale ville et capitale de ce district est Kerkebet. 